# Lachemilla pelusae
Lachemilla pelusae är en rosväxtart som beskrevs av J. Gaviria. Lachemilla pelusae ingår i släktet Lachemilla och familjen rosväxter. Inga underarter finns listade i Catalogue of Life.